# Песочный (Самарская область)
Песо́чный — посёлок в Сызранском районе Самарской области в составе сельского поселения Новозаборовский.

## География
Посёлок находится у железнодорожной линии Пенза — Сызрань, на расстоянии примерно 9 км (по прямой) к западу от северо-западной границы города Сызрань, административного центра района.

### Часовой пояс
Посёлок Песочный, как и вся Самарская область, находится в часовой зоне МСК+1. Смещение применяемого времени относительно UTC составляет +4:00.

## Население
| 2010 |
| ---- |
| 28   |

### Национальный состав
Согласно результатам переписи 2002 года, в национальной структуре населения русские составляли 96 % из 23 чел.